# Miguel Neto
Miguel Gaspar Fernandes Neto é um diplomata angolano, nomeado embaixador de Angola na Nigéria em 1976, embaixador Itinerante em 1988, na Etiópia em 1999 , na África do Sul. em 2005.  e em 2012, no Reino Unido e República da Irlanda..